# Diego Cuesta Silva
Diego Cuesta Silva (Buenos Aires, 21 de enero de 1963) es un médico y exrugbista argentino que se desempeñaba mayoritariamente como centro. Fue internacional con los Pumas de 1983 a 1995.

## Biografía
Estudió en el Colegio La Salle Buenos Aires y luego estudió en la Facultad de Medicina de la UBA, recibiéndose de médico.
Se inició jugando al rugby en el Club La Salle para luego destacarse en el SIC, donde fue multicampeón.
En 1984 fue integrante del seleccionado Sudamérica XV, que ejecutó la polémica gira a la Sudáfrica bajo el régimen de apartheid y jugó dos pruebas contra los Springboks.
Actualmente ejerce su profesión de cardiólogo y trabaja en el Instituto de Enfermedades Cardiovasculares de Bella Vista.

## Selección nacional
Héctor Silva lo convocó a los Pumas por primera vez, con 20 años y debutó ante Chile en julio de 1983. En 1985 jugó en la primera victoria contra Les Bleus y el recordado empate contra los All Blacks.
Con el técnico Rodolfo O'Reilly jugó los emblemáticos partidos de: la victoria ante los Wallabies de 1987 y el primer triunfo frente a la Rosa en 1990.
Se retiró del seleccionado en octubre de 1995 ante Francia, en dicha prueba también se retiró su compañero Sebastián Salvat. En total jugó 63 partidos y marcó 125 puntos.

### Participaciones en Copas del Mundo
Silva lo llevó a Nueva Zelanda 1987, donde jugó de segundo centro y se alineó con Hugo Porta y el primer centro Fabián Turnes.
Luis Gradín lo seleccionó para Inglaterra 1991. Esta vez jugó de wing, formando la línea defensiva con Martín Terán y el fullback Guillermo del Castillo.
Alejandro Petra lo convocó a su último mundial: Sudáfrica 1995. Nuevamente fue wing, otra vez junto a Terán y el fullback Ezequiel Jurado.
| Mundial                       | Sede          | Resultado      | PJ | Tries |
| ----------------------------- | ------------- | -------------- | -- | ----- |
| Copa Mundial de Rugby de 1987 | Nueva Zelanda | Fase de grupos | 2  | 0     |
| Copa Mundial de Rugby de 1991 | Inglaterra    | Fase de grupos | 3  | 0     |
| Copa Mundial de Rugby de 1995 | Sudáfrica     | Fase de grupos | 3  | 0     |

## Palmarés
- Campeón del Torneo Sudamericano de 1983, 1985, 1987, 1991, 1993 y 1995.
- Campeón del Campeonato Argentino de 1983 y 1991.
- Campeón del Torneo Nacional de Clubes 1993 y 1994.
- Campeón del Torneo de la URBA de 1986, 1987, 1988, 1993, 1994 y 1997.